# Kirebe (periodiskt vattendrag i Burundi)
Kirebe är ett periodiskt vattendrag i Burundi.   Det ligger i provinsen Rutana, i den centrala delen av landet, 100 kilometer sydost om huvudstaden Bujumbura.
I omgivningarna runt Kirebe växer huvudsakligen savannskog. Runt Kirebe är det ganska tätbefolkat, med 80 invånare per kvadratkilometer.